# Boot sektor
Boot sektor (ponekad se naziva bootblock) je prvi sektor tvrdog diska, diskete ili nekog drugog medija za pohranu podataka koja sadrži kod za dizanje programa (obično, ali ne i nužno, operacijskog sustava).

## Postupakbuđenjaračunala
Na IBM PC kompatibilnim računalima BIOS odabire boot uređaj, a zatim kopira prvi sektor iz uređaja (koji može biti MBR, VBR ili bilo koji izvršni kod), na memorijsku lokaciju 0x7C00.